# Peter Engman
Tony Peter Vilhelm Engman (født 24. september 1963) er en svensk skuespiller. Han studerede på Högskolan för scen och musik vid Göteborgs universitet fra 1993 til 1997.

## Udvalgt filmografi
- Store og små mænd (1996)
- Insider (tv-serie, 1999)
- En sang for Martin (2001)
- Nedtælling (2001)
- Kommissarie Winter (tv-serie, 2001)
- Suxxess (2002)
- Skeppsholmen (tv-serie, 2002-2003)
- Graven (tv-serie, 2004-2005)
- Kommissionen (tv-serie, 2005)
- Storm (2005)
- Kronprinsessen (tv-serie, 2006)
- Wallander (tv-serie, 2006)
- När mörkret faller (2006)
- STHLM (tv-serie, 2008)
- Uskyldigt dømt (tv-serie, 2009)
- Hotel Krølle På Halen (julekalender, 2010)
- Mord i Skærgården (tv-serie, 2012)
- Micke & Veronica (2014)
- X&Y (2018)
- The Playlist (tv-serie, 2022)